# Pseudosparianthis
Pseudosparianthis là một chi nhện trong họ Sparassidae.